# Kardeş Türküler
Kardeş Türküler (traducido Cantos de fraternidad) es un grupo musical turco. Surgió a partir de una serie de conciertos llevados a cabo por el club de folclore de la Universidad Boğaziçi de Estambul. Interpretan la tradición musical anatolia, incorporando elementos del folclore alevita, gitano, georgiano, árabe o armenio.